# Geschichte des Schiffbrüchigen
Der Schiffbrüchige (auch Shipwrecked Sailor, Schiffbrüchiger oder Naufragé genannt, seltener Papyrus Leningrad 1115) ist ein altägyptisches Literaturwerk, das meist der Kategorie Märchen zugeordnet wird. Es ist auf einem Papyrus, dem Papyrus Sankt Petersburg 1115 überliefert.

## Überlieferung und Datierung
Die Erzählung ist nur auf einem aus dem Mittleren Reich stammenden Papyrus, dem Papyrus Sankt Petersburg 1115 überliefert, bei dem es sich um einen Palimpsest handelt. Er lag in der Eremitage von St. Petersburg und wurde dort von Wladimir Golenischeff (1856 bis 1947) am Ende des 19. Jahrhunderts wiedergefunden. Der originale Fundort ist unbekannt und man weiß nicht, wie er in die Sammlung der Eremitage gelangte.
Er war in Hieratisch verfasst, der Kursivschrift der Hieroglyphen, und wird meist von Transkriptionen ins Hieroglyphische übersetzt. Die Sprache ist Mittelägyptisch, gewissermaßen die klassische Sprachstufe der alten Ägypter; es gibt jedoch einige Stellen, bei denen nicht klar ist, ob es sich um Reliktformen des Alten Reichs handelt, die während des Beginns des Mittleren Reiches weiter verwendet wurden.
Die meisten Ägyptologen datieren die Entstehungszeit der Geschichte ins Mittlere Reich, vermutlich die 12. Dynastie.
Nicht ganz geklärt ist die Frage nach der Vollständigkeit des Texts. So vermutet Simpson aufgrund fehlender Überschrift und Einleitung, dass der Papyrus vor den ersten Spalten abgeschnitten wurde und der originale Text einen herkömmlicheren Beginn hatte. Es spricht aber viel „für eine Vollständigkeit des Textes selbst, insbesondere seine inhaltliche und kompositorische Schlüssigkeit“.

## Inhalt

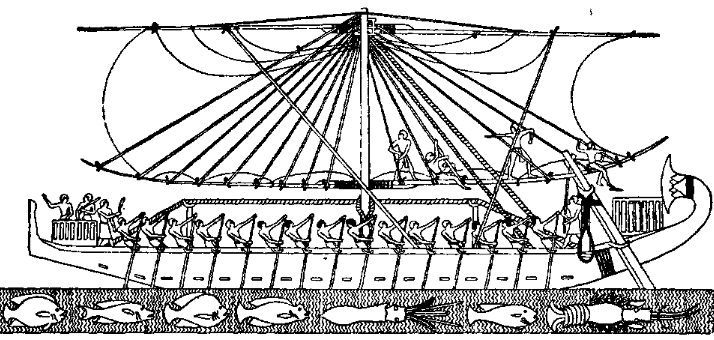
Darstellung eines Schiffs einer Expedition ins Land Punt aus dem Totentempel der Hatschepsut (Neues Reich)

Die Erzählung beginnt recht abrupt, ohne die bekannte Einführung, weswegen schon vermutet wurde, dass der Anfang mit den ersten Spalten fehlt. Die Akteure bleiben namenlos und werden durch ihre Titel gekennzeichnet. Ein Leiter einer Schiffsexpedition (ḥ3.tj-ˁ) kehrt offenbar erfolglos von einer Mission zurück und fürchtet den Rapport beim König. Ein Gefolgsmann (šmsw) versucht den Fürsten zu trösten, indem er die sichere Rückkehr zur Heimat und die Vollständigkeit und Unversehrtheit der Mannschaft betont. Darauf erzählt er ein eigenes Erlebnis, in welchem dies nicht gewährleistet war, um die Expedition nachdrücklicher als Erfolg erscheinen zu lassen.
Hier beginnt die Geschichte in der Geschichte, ein auch in zeitgenössischen europäischen Märchen übliches Stilmittel. Der Gefolgsmann erzählt von einer Expedition, die Schiffbruch erlitt und die er als einziger überlebte: Er war auf einem großen Schiff mit 120 tapferen und fähigen Männern unterwegs zu den königlichen Minen. Das Schiff wurde jedoch von einem Sturm erfasst und zerschmettert. Der Erzähler wurde von einer Welle an die Küste einer Insel getragen, während alle seine Kameraden starben. Drei Tage und Nächte lag er alleine und verzweifelt auf der Insel. Dann versuchte er, etwas zu essen zu finden und stellte fest, dass auf der Insel alles Benötigte im Überfluss vorhanden war. Nichts gab es, was es dort nicht gab. Er fertigte ein Brandopfer als Dank für die Götter. Plötzlich sah sich der Gerettete dem Herrn der Insel gegenüber:

„Da hörte ich einen donnernden Lärm,
 und ich dachte: das ist die Woge des Meeres;
 Bäume splitterten, die Erde bebte.
 Da enthüllte ich mein Gesicht,
 und sah: eine Schlange war es, die da kam.
 Sie war 30 Ellen lang,
 ihr Bart war grösser als zwei Ellen.
 Ihre Glieder waren goldbedeckt,
 ihre Augenbrauen aus echtem Lapislazuli,
 und sie war nach vorne aufgerichtet.“

Die Schlange befragte den Schiffbrüchigen, wie er hergekommen sei: Wer hat dich hergebracht, wer hat dich hergebracht, Kleiner? und drohte ihm: Wenn du zögerst, mir zu sagen, wer dich zu dieser Insel brachte, so werde ich dafür sorgen, daß du dich als Asche wiedererkennst, geworden zu einem, den man nie gesehen hat. Als der Verängstigte allerdings nicht sofort antworten konnte, tat ihm die Schlange nichts, sondern verschleppte ihn in ihre Behausung. Hier konnte er nun antworten und berichtete von seiner Situation. Die Schlange beruhigte ihn schließlich: er solle sich nicht fürchten, er sei auf der Insel des Ka gelandet und prophezeite ihm, wenn er vier Monate auf der Insel verbracht habe, werde ein Schiff kommen und ihn heim bringen.
Die Schlange berichtete nun ihrerseits über ihr eigenes Schicksal: die Geschichte in der Geschichte in der Geschichte. Sie lebte auf der Insel mit ihren Brüdern und Kindern, insgesamt 75 Schlangen, und dazu noch seine kleine Tochter, die ihm die Liebste von allen war. Doch eines Tages fiel ein Stern auf die Insel herab und alle starben in Flammen. Sie war zufällig nicht dort, doch als sie zurückkam, erkannte sie, dass ihre ganze Familie tot war und sie in Einsamkeit auf der Insel zurückblieb.
Nach Beendigung der Geschichte versprach die riesige Schlange abermals, dass der Schiffbrüchige nach Hause zurückkehren sollte. Der Schiffbrüchige verbeugte sich vor ihr und versicherte, dass er dem König von ihrer Größe und Macht erzählen würde und Reichtümer als Zeichen der Verehrung schicken würde. Die Schlange lachte ihn aus, und sagte, dass sie alle diese Dinge doch schon besitze, sie sei der Fürst von Punt. Wenn der Schiffbrüchige nach Hause käme, könnte er nicht mehr zurück, da die Insel im Meer versinken werde. Es kam so, wie die Schlange gesagt hatte: als der Schiffbrüchige gerettet wurde, versank die Insel im Meer. Er kehrte zurück mit vielen Schätzen, die ihm die Schlange geschenkt hatte, und brachte sie dem Pharao dar.
Am Ende der Rahmenerzählung versucht der schiffbrüchige Gefolgsmann (šmsw) dem Expeditionsleiter (ḥ3.tj-ˁ) nochmals zuzusprechen:

„Nun sieh mich, nachdem ich das Land erreicht habe,
 nachdem ich sah, was ich erlebt hatte!
 Höre du auf mein [Wort]!
 Denn sieh, gut ist das Hören für den Menschen!“

Seine Worte nützen aber nichts. Der Expeditionsleiter spricht ein einziges Mal in der ganzen Geschichte, nämlich die abschließenden Worte:

„Nimm dich nicht zu wichtig, Freund!
 Wer gibt schon Wasser einem Vogel,
 wenn der Tag anbricht, an dessen Morgen man ihn schlachtet“

## Interpretationen
Die Geschichte des Schiffbrüchigen hat unter Ägyptologen viele verschiedene, teilweise gegensätzliche Interpretationen hervorgerufen und ihre Stellung innerhalb der Ägyptologie konnte nicht allgemeingültig beantwortet werden, dies liegt nicht zuletzt an der schlechten Quellenlage mit nur einem überlieferten Textzeugen.
Hartwig Altenmüller fasst die Geschichte des Schiffbrüchigen als eine politische Schrift der 12. Dynastie auf. Bereits Georges Posener arbeitete eine Reihe politischer Werke dieser jungen legitimationsbedürftigen Dynastie heraus. Nach dieser Interpretation ist das Schicksal der Schlange mit dem des einsam entscheidenden Königs vergleichbar. Sie bleibt mit ihrem Schicksal allein, obwohl sie über Macht und materielle Güter in ausreichender Form verfügt. Dem Schiffbrüchigen dagegen kann die Schlange helfen, so wie der König für seine loyalen Untertanen sorgt. Im Gegenzug für die geleistete Hilfe werden nicht materielle Gaben, sondern die Verkündigung des „guten Namens“ erbeten. Insofern enthält die Geschichte einen Aufruf zum Loyalismus und in dieser Hinsicht muss sie als politische Schrift gelten, die für den König und für das Königtum wirbt. Demnach müsste die Erzählung in die frühe 12. Dynastie, etwa zur Zeit von Sesostris I. datieren.
Ganz anderer Auffassung ist Wolfgang Helck. Zwar betont auch er den politischen Charakter, hält die Erzählung aber für einen Text der Opposition: Der Urgott selbst (die Schlange) zeigt gegenüber dem Eindringling in sein geheimes Reich Gnade und Güte; der König der Vergangenheit verzieh seinem Gefolgsmann den Verlust seines Schiffes – aber beim König der Gegenwart sucht man Gnade und Menschlichkeit vergebens. Somit wendet sich nach Helck der Text gegen die herrschende Dynastie. Auch dass die Erzählung nur auf einem Textzeugen überliefert ist und sich sonst keine Spur von ihr findet, sieht er als Argument, dass sie als Ausdruck einer unterlegenen Partei keinen Anspruch auf Weitertradierung hatte.
Dieter Kurth wiederum sieht im Schiffbrüchigen hauptsächlich ein Unterhaltungswerk: Die Geschichte des Schiffbrüchigen verstehe ich als ein der Unterhaltung dienendes Literaturwerk, das mit seinem kunstvollen Aufbau und mit einer von Skepsis getragenen Pointe gebildete Leser und Hörer einer dafür aufgeschlossenen Zeit erreichte, das zugleich aber auch alleine mit den farbig geschilderten Erlebnissen des Schiffbrüchigen eine schlichtere Zuhörerschaft zu fesseln vermochte.
Gustave Lefebvre erinnert an die Fahrten der Ägypter im Roten Meer, die gefährlich waren und einen Erzählstoff lieferten, der zu märchenhafter Ausschmückung einlud. Damit rückt er die Geschichte in die Nähe der Odyssee und der Erzählung von Sindbad dem Seefahrer.
Emma Brunner-Traut dagegen hält das Märchen nicht für ein abenteuerliches Seefahrermärchen, wie sie aus späteren Kulturen bekannt sind, sondern für eine Erzählung mit eschatologischem Hintergrund. Demnach zeugt sie von einer vergeistigten Gottesauffassung, wie sie der Zeit um 2000 v. Chr. eigen ist.

## Mögliche Verbindungen zu vorderasiatischen Erzählungen
In der Erzählung des Schiffbrüchigen finden sich einige Elemente ohne Parallele in der ägyptischen Literatur: Die verschachtelte Textstruktur, die wortgetreue Wiederaufnahme einer Erzählpassage und zwei- bis dreifache Repetition von Sätzen, das Motiv der Insel und ihres vegetativen Überflusses und Figur der Schlange und ihre Schicksalsgeschichte.
Als möglichen Ursprung dieser Motive sieht Andrea Maria Gnirs eine alte levantische Mythentradition, die im Ugarit des 14. Jahrhunderts v. Chr. zur Niederschrift des Baal-Zyklus führte (siehe auch Ugaritische Religion), des bedeutsamsten Literaturwerks des spätbronzezeitlichen syrisch-palästinensischen Raums. Der Baal-Zyklus handelt vom Sieg Baals über den Meeresgott Jam, der von El eigentlich als göttlicher Herrscher bevorzugt wurde.
Nur schon die Beschreibung der paradiesischen Insel kann man als Quintessenz ausländischer Exotik und Exklusivität sehen, die Luxusgütern aus allen wichtigen Importgebieten Ägyptens enthält. Die metaphorische Beschreibung, wie das Schiff, das „stirbt“, als es untergeht, scheint levantischen Ursprungs und dem Seemannsjargon entnommen zu sein. Die mythische Beschreibung der Insel, über und unter der Wasser ist und die damit Teil des Ozeans ist, legt nahe, dass es sich um den Wohnsitz des schlangengestaltigen Meeresgottes handelt. Auch stilistische Merkmale deuten auf eine Herkunft aus dem westsemitischen Kulturkreis. So sind die wortgetreue Wiederaufnahme einer Erzählpassage und die zwei- bis dreifache Repetition von Sätzen elementare poetische Merkmale ugaritischer Erzählliteratur, wie etwa das „fürchte dich nicht“ in der folgenden Rede der Schlange:

„Fürchte dich nicht, fürchte dich nicht, Kleiner, sei ohne Angst, da du zu mir gekommen bist. Siehe, Gott war es, der dich leben ließ und dich auf diese Insel des Ka brachte.“

Der nicht endgültige Tod der Schlange passt ebenfalls gut ins Bild des Baal-Zyklus, in welchem der Meeresgott Yam etwas später wieder als klassischer Feind Baals in Erscheinung tritt: Das Meer kann nicht im eigentlichen Sinne vernichtet werden, sondern nur zum Rückzug gezwungen werden. Weiter scheinen sich ikonographische Aspekte der Schlange gleich mit mehreren Göttern aus der Levante zu vermengen. Die Zahl der 75 Schlangen lässt sich mit den 70 Söhnen der Athiratu des ugaritischen Baal-Zyklus oder den 77 beziehungsweise 88 Söhnen im hethitischen Mythos der Elkunirsa Aschertu in Verbindung bringen. Das Motiv der „jüngsten Tochter“ könnte auf Yams intime Beziehung zu Astarte (beziehungsweise Athtartu) anspielen.
Wenn der Baal-Zyklus auch etwa 500 Jahre später als die Geschichte des Schiffbrüchigen niedergeschrieben wurde, setzt er sich aus verschiedenen Erzählungen zusammen, die sicherlich schon einiges früher tradiert wurden und damit besteht die Möglichkeit einer direkten Verbindung syrischer und ägyptischer Motive während des ägyptischen Mittleren Reiches (beziehungsweise während der Mittleren Bronzezeit), was auch inhaltliche und stilistische Punkte des Schiffbrüchigen nahelegen. Dies deutet darauf hin, dass bereits vor der Hyksos-Herrschaft in Ägypten Frühformen der westsemitischen Mythologie nach Ägypten kamen und literarisch rezipiert wurden. Besonders im Neuen Reich haben Wettergott-Erzählungen aus Vorderasien und Anatolien Eingang in die ägyptische Literatur gefunden, besonders im Astarte-Papyrus, der „Erzählung von Baal und Anat“ und im Zweibrüdermärchen.

## Metaphorik

### Der Schiffbrüchige
Der Schiffbrüchige, der von seinem Herrscher mit offenen Armen empfangen und belohnt wird, soll den Fürst zu Gnade gegenüber dem Erzähler bewegen. In der Person des Schiffbrüchigen finden sich viele Elemente, die die Ägypter als Ideal betrachteten: Heimatliebe, die Wertschätzung der Familie, Furcht vor den Göttern und das Opfern den Göttern.

### Der Schreibstil
Die Geschichte in der Geschichte in der Geschichte ist ein typisches Motiv ägyptischer Märchen, ebenso wie das kryptische Ende. Die übrigen Aspekte, die auftauchen – die Expedition in ein fremdes Land, die Güter des Landes, die in Ägypten hoch geschätzt waren – entsprechen der ägyptischen Lebenswelt. Die häufige Verwendung von acha-n als Einleitung (übersetzbar etwa mit „Und dann“, „Daraufhin“) ist ein klassisches Merkmal der ägyptischen Literatur des Mittleren Reiches.

### Die Insel
Die Insel hat Ähnlichkeiten zu dem sagenhaften Land Punt, das an der Küste zu Eritrea vermutet wird. Die Gaben, die der Schiffbrüchige erhält, sprechen dafür; und nicht zuletzt bezeichnet sich die Schlange als Herr von Punt. Andererseits deuten die Sprachfähigkeit der Schlange, der Überfluss der Insel und ihr Versinken im Meer auf einen mythischen Ort; die Schlange sagt auch, es sei die Insel des Ka. Da man Punt erst unter Hatschepsut erneut bereiste, kann man den Verweis auf Punt vielleicht ebenfalls als Hinweis auf einen mythischen Ort deuten.

### Die Schlange
- Die Schlange wird, nicht zuletzt wegen der Farbe, als Re identifiziert. Die 75 Schlangen gelten als die Formen des Re, die in der Litanei des Re besungen werden, und die kleine Tochter wird mit Maat identifiziert.[22]
- Eine Interpretation als astronomische Metapher ist auch denkbar.
- Eine zweite Interpretation, die in letzter Zeit jedoch von der ersten verdrängt wurde, sieht die Schlange als das Schicksal.

### Editionen
- Aylward Manley Blackman: Middle-Egyptian Stories (= Bibliotheca Aegyptiaca. (BAe) Band 2). 1932, S. 41–47.
- Wladimir Golenischeff: Les papyrus hiératiques No. 1115, 1116 A et 1116 B de l’Ermitage impériale à St. Petersbourg. 1913.

### Übersetzungen
- Wolfgang Kosack: Berliner Hefte zur ägyptischen Literatur 1–12. Teil I. 1 – 6 / Teil II. 7–12 (2 Bände). Paralleltexte in Hieroglyphen mit Einführungen und Übersetzung. Christoph Brunner, Basel 2015, ISBN 978-3-906206-11-0.
- Miriam Lichtheim: Ancient Egyptian Literature. Band I: The Old and Middle Kingdom. University of California Press, 1973, S. 211–215.
- Richard B. Parkinson: The Tale of Sinuhe and other Ancient Egyptian Poems 1940–1640 BC (= Oxford World’s Classics). Oxford University Press, Oxford / New York 1997, ISBN 0-19-814963-8, S. 89–101.

### Allgemeine Literatur
- Günter Burkard, Heinz J. Thissen: Einführung in die altägyptische Literaturgeschichte I. Altes und Mittleres Reich. Lit, Münster / Hamburg / London 2003, S. 141–148.
- Wladimir Golenischeff: Le Conte du Naufragé. Transcrit e publié. Kairo 1912 (openlibrary.org).
- Richard B. Parkinson: Poetry and Culture in Middle Kingdom Egypt. A Dark Side to Perfection. 2002, S. 182–192.
- W. K. Simpson: Schiffbrüchiger. In: Wolfgang Helck (Hrsg.): Lexikon der Ägyptologie. (LÄ) Band V, Wiesbaden 1984, S. 619–622.

### Einzelfragen
- Hartwig Altenmüller: Die „Geschichte des Schiffbrüchigen“ – ein Aufruf zum Loyalismus? In: Hartwig Altenmüller, Renate Germer (Hrsg.): Miscellanea Aegyptologica. Wolfgang Helck zum 75. Geburtstag. Archäologisches Institut der Universität Hamburg, Hamburg 1989, S. 7–21.
- John Baines: Interpreting the Story of the Shipwrecked Sailor. In: Journal of Egyptian Archaeology. (JEA) Band 76, 1990, S. 55–72.
- Aylward Manley Blackman: Notes on Certain Passages in Various Middle Egyptian Texts. In: JEA. Band 16, 1930, S. 63–72.
- Aylward Manley Blackman: Some Notes on the Story of Sinuhe and Other Egyptian Texts. In: JEA. Band 22, 1936, S. 35–44.
- Günter Burkard: Überlegungen zur Form der ägyptischen Literatur. Die Geschichte des Schiffbrüchigen als literarisches Kunstwerk (= Ägypten und Altes Testament. [ÄAT] Band 2). 1993.
- Adolf Erman: Die Geschichte des Schiffbrüchigen. In: Adolf Erman, Georg Steindorff (Hrsg.): Zeitschrift für Ägyptische Sprache und Altertumskunde. (ZÄS) Band 43. Hinrichs, Leipzig 1906. S. 1–26 (Textarchiv – Internet Archive)
- John L. Foster: The “Shipwrecked Sailor”: Prose or Verse? (Postponing Clauses and Tense-neutral Clauses). In: Studien zur Altägyptischen Kultur. (SAK) Band 15, 1988, S. 69–109.
- Mordechai Gilula: Shipwrecked Sailor, Lines 184-85. In: Studies in Honor of George r. Hughes (FS Hughes) (= Studies in Ancient Oriental Civilisation. [SAOC] Band 39). 1976, S. 75–82.
- Wolfgang Helck: Die „Geschichte des Schiffbrüchigen“ – eine Stimme der Opposition? In: Jürgen Osing, Erland Kolding Nielsen (Hrsg.): The Heritage of Ancient Egypt (FS Iversen) (= CNI Publications. Band 13). 1992, S. 73–76.
- Dieter Kurth: Zur Interpretation der Geschichte des Schiffbrüchigen. In: SAK. Band 14, 1987, S. 167–179.
- Antonio Loprieno: The Sign of Literature in the Shipwrecked Sailor. In: Ursula Verhoeven, Erhard Graefe (Hrsg.): Religion und Philosophie im Alten Ägypten (FS Derchain). (= Orientalia Lovaniensia Analecta. [OLA] Band 39). 1991, S. 209–217.
- Gerald Moers: Fingierte Welten in der ägyptischen Literatur des 2. Jahrtausends v. Chr. Grenzüberschreitung, Reisemotiv und Fiktionalität (= Probleme der Ägyptologie. Band 19). 2001.
- Maria Michaela Luiselli: Fiktionale Dialoge? Zur Interaktion zwischen Gott und Mensch in der altägyptischen Literatur. In: Göttinger Miszellen. [GM] Band 206, 2005, S. 39–47.
- Eberhard Otto: Die Geschichten des Sinuhe und des Schiffbrüchigen als „lehrhafte Stücke“. In: Zeitschrift für Ägyptische Sprache und Altertumskunde. (ZÄS) Band 93, 1966, S. 100–111.
- Kurt Sethe: Bemerkungen zur »Geschichte des Schiffbrüchigen«. In: Adolf Erman, Georg Steindorff (Hrsg.): Zeitschrift für Ägyptische Sprache und Altertumskunde. Band 44. Hinrichs, Leipzig 1907/08. S. 80–87 (Textarchiv – Internet Archive) [Im Anschluß an Ermans Bearbeitung dieses Textes: A. Erman: Die Geschichte des Schiffbrüchigen. In: Zeitschrift für Ägyptische Sprache und Altertumskunde. (ZÄS) Band 43].